# Vilarnadal
Vilarnadal és una entitat de població del municipi altempordanès de Masarac i Vilarnadal. Al cens de l'any 2022, Vilarnadal tenia un total de 294 habitants.
A principis del S. XIX Masarac i Vilanadal eren ens locals independents, però el 1846 el terme Vilarnadal va ser agregat a Masarac, fruit de la política de reducció del número de termes municipals. El 2024 el nom del municipi va esdevenir Masarac i Vialarnadal.
Vilarnadal és el lloc d'origen del Xiriminimí, una dansa catalana que es cantava i ballava en temps de veremes, abans de plegar la feina i en estones de lleure que tenien els veremadors.
A nivell patrimonial destaquen el Castell de Vilarnadal, reconvertit en una masia, i l'església parroquial de Sant Pere, un temple dels segles XVII-XVIII.

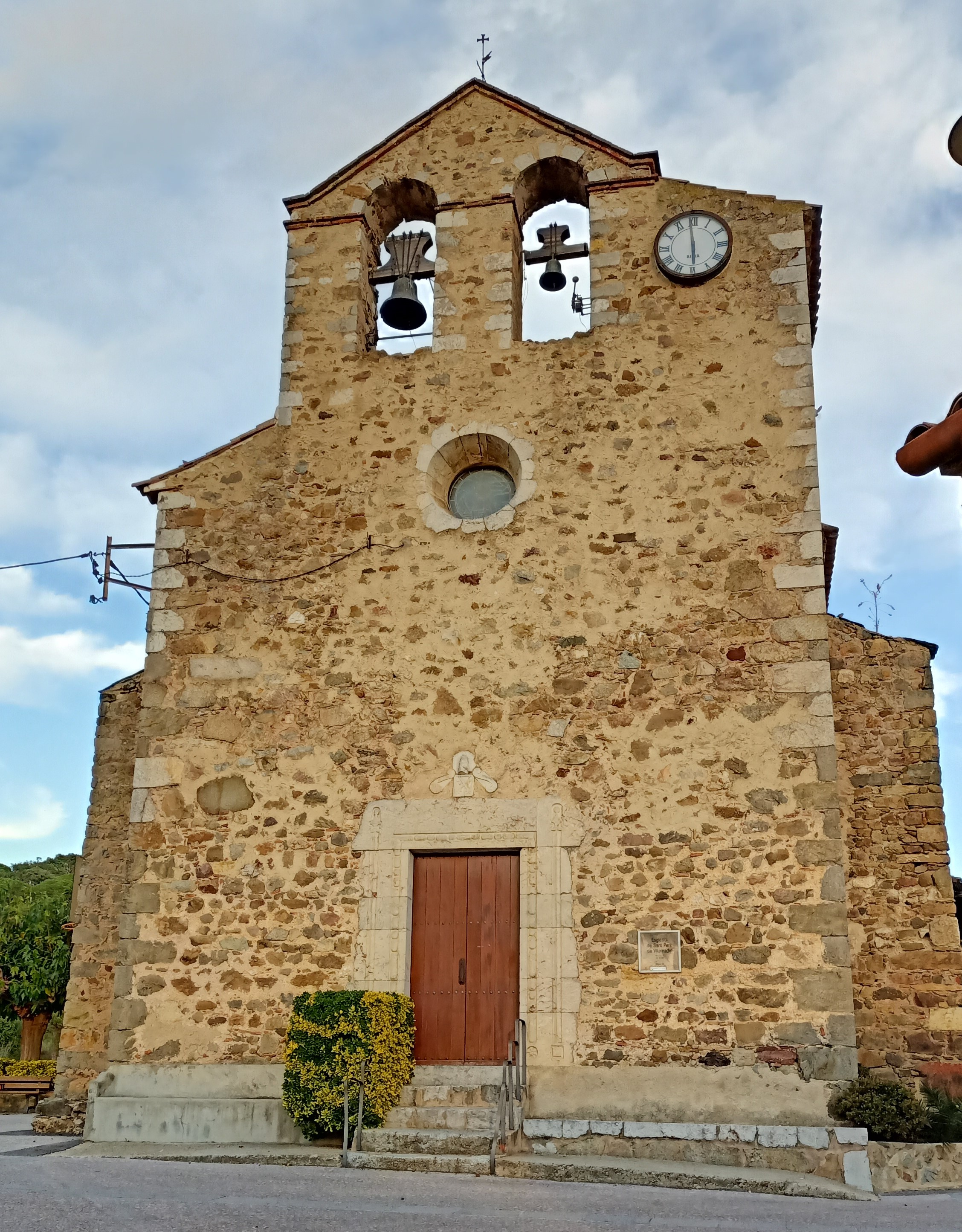
Església de Sant Pere de Vilarnadal